# خدای جنگ ۳
خدای جنگ ۳ (انگلیسی: God of War III) یک بازی ویدیویی اکشن-ماجراجویی است که توسط استودیو سنتا مونیکا توسعه یافته و به‌وسیلهٔ سونی اینتراکتیو انترتینمنت (SCE) عرضه شده‌است. این بازی نخستین بار در ۱۶ مارس ۲۰۱۰ برای کنسول پلی‌استیشن ۳ (PS3) و پلی استیشن ۴ (ps4) و پلی‌استیشن ۵ (PS5) عرضه شد. این پنجمین قسمت در سری خدای جنگ است و به ترتیب زمانی هفتمین و آخرین این فرنچایز است که در دورهٔ یونان واقع شده‌است. خدای جنگ ۳ دنبالهٔ خدای جنگ ۲ در سال ۲۰۰۷ است و کمابیش بر پایهٔ اسطوره‌های یونان است. این بازی در یونان باستان واقع شده‌است و انتقام اصلی‌ترین موضوع آن است. بازیکن کنترل نقش اصلی و خدای جنگ پیشین، کریتوس را بر عهده دارد که پس از خیانت به دست پدرش زئوس، دوازده ایزد المپ‌نشین، باید از او انتقام بگیرد. با شعله‌ور کردن جنگ بزرگ، کریتوس با کمک تیتان گایا از کوه صعود می‌کند؛ تا اینکه گایا او را رها می‌کند. کریتوس با روح آتنا هدایت می‌شود و در جستجوی پاندورا با هیولاها، خدایان و تایتان‌ها می‌جنگد؛ بدون آن‌ها نمی‌تواند جعبه پاندورا را باز کند، زئوس را شکست دهد و به سلطنت خدایان اولمپی پایان دهد.
گیم‌پلی بازی مشابهٔ قسمت‌های پیشین است و بر مبارزهٔ مبتی بر گروهچه با سلاح اصلی بازیکن — تیغه‌های تبعید — و سلاح‌های ثانویه خریداری‌شده در طول بازی تمرکز دارد. این بازی از رویداد فوری استفاده می‌کند، جایی که بازیکن در یک ترتیب زمانی برای شکست دادن دشمنان و غول آخر عمل می‌کند. بازیکن می‌تواند حداکثر از چهار حمله جادویی و توانایی افزایش قدرت به عنوان گزینه‌های جنگی جایگزین استفاده کند و بازی دارای معما و عناصر سکوبازی است. خدای جنگ ۳ در مقایسه با قسمت‌های قبلی، یک سیستم جادویی نوسازی‌شده، دشمنان بیشتر، زاویه‌های دوربین جدید و محتوای قابل دانلود ارائه می‌دهد.

## روند بازی
خدای جنگ ۳ یک بازی ویدئویی در سبک اکشن-ماجراجویی همراه با عناصر هک اند اسلش است. روند کلی بازی همانند نسخه‌های پیشین این سری است. محیط جنگ با زاویهٔ دید سوم شخص از حالت افقی به حالت عمودی تغییر کرده‌است. صحنه‌های درگیری پر از زدوخورد و شلوغتر از قبل هستند، تعداد پولیگون‌ها (قطع‌های تشکیل دهنده اجسام و افراد) بیش از ۴ برابر شده‌اند. زمان لازم برای اتمام بازی نیز حدود دو برابر شده‌است که در مقایسه با سایر عناوین سوم شخص قابل قبول است. در نسخه‌های جدید این بازی از قابلیت سیکس اکسیس نیز استفاده شده‌است.

## داستان
داستان بازی پس  از پایان  خدای جنگ ۲   شروع میشود.جایی که کریتوس به زمانی می‌رود که تایتان‌ها در حال حمله به کوه المپ و المپ نشینان هستند؛ او سوار بر شانهٔ گایا که از کوه بالا می‌رود است.
در همین هنگام المپ نشینان از قصر بیرون می‌آیند و به جنگ با تایتان‌ها می‌پردازند. کریتوس پس از گذشتن از راه‌های طولانی و کشتن دشمنان زیاد، به پوسایدون، خدای دریاها می‌رسد و او را از مجسمه‌ای آبی که دور خود ساخته بود بیرون می‌کشد و با دست خالی آن را می‌زند؛ پوسایدون می‌خواهد از دره خود را به دریا بیندازد تا قدرت بگیرد اما کریتوس چشم او را کور می‌کند و گردنش را می‌شکند و به دریا می‌اندازد، با افتادن او به دریا، طوفان می‌شود و دریا برای همیشه نا آرام می‌شود و با اینکار جزایر به زیر اب می‌روند کریتوس و گایا باهم به بالای کوه المپ می‌روند. کریتوس که داشت از پشت گایا می‌افتاد از گایا درخواست کمک می‌کند، اما گایا به او می‌گوید کشتن کار تو نیست و بعد کریتوس به رودخانه مردگان می‌افتد و زمانی که از رودخانه مردگان بیرون می‌آید تمامی قدرت‌های خود را که در خدای جنگ ۲ به دست آورده بود از دست می‌دهد ولی روح آتنا را می‌بیند و با او صحبت می‌کند و سپس تیغ‌های تبعید را به کریتوس می‌دهد.
کریتوس به راه خود ادامه می‌دهد و با پاندورا دختر هفائستوس روبرو می‌شود. او کمی با پاندورا صحبت می‌کند و سپس به راه خود ادامه می‌دهد. سپس به هفائستوس خدای آهنگری می‌رسد. پس از صحبت با هفائستوس به راه خود ادامه و شمشیر المپ را پیدا می‌کند. سپس به سه قاضی دنیای مردگان می‌رسد. در آنجا پس از ثابت کردن لیاقت خود به قاضی‌ها می‌تواند وارد قصر هادس خدای مردگان و دنیای زیرین شود. پس از اتمام چند معما سرانجام با هادس خدای مردگان روبرو می‌شود. کریتوس پس از کمی نبرد موفق به گرفتن شمشیرهای هادس و گرفتن روح او می‌شود و اینگونه ارباب قدرتمند دنیای مردگان از بین می‌رود و باعث آزاد شدن روح‌ها و مردگان می‌شود. پس پیش هفائستوس بر می‌گردد. پس از گذشتن از موانعی نه چندان سخت از طریق دروازه جادویی به شهر المپیا می‌رود، جایی که هلیوس خدای خورشید سوار بر ارابه اسب‌های آتشینش در حال نبرد با اطلس تایتان عظیم که سال‌ها به دستور زئوس آسمان را بالای سرش نگه داشته بود. سپس در ادامه راه با گایا روبرو می‌شوید. گایا از کریتوس خواهش می‌کند به او کمک کند، اما کریتوس دست او را قطع و از کوه پایین می‌اندازد. پس از عبور از دروازه شهر المپیا وارد شهر می‌شود. سپس کریتوس با سانتور روبرو می‌شود و او را می‌کشد.
بعد از کشتن سانتور به منجنیقی می‌رسد که باید با آن به ارابه هلیوس شلیک کند. اما مانتیکوری مانع او می‌شود. پس از کشتن مانتیکور کریتوس با منجنیق به ارابه هلیوس شلیک و او را زمین گیر می‌کند. بعد از اینکه به هلیوس می‌رسد با او صحبت و سپس سر او را قطع می‌کند و باعث می‌شود تا خورشید برای همیشه از بین برود و تاریکی همه جا را فرا بگیرد. سپس با استفاده از سر وی، درِ مخفی واقع در دیوار را پیدا و وارد غار می‌شود. پس از رد شدن از غار به شهری می‌رسد که هرمس در آنجا قرار دارد. پس از دنبال کردن آن کریتوس موفق می‌شود او را زمین گیر کند و کفش‌های او را برمی‌دارد. به‌وسیلهٔ کفش‌های هِرمِس، کریتوس قادر به دویدن با سرعت بالایی می‌شود و از برخی دیوارها بالا برود… سپس به طرز بی‌رحمانه‌ای برادر ناتنی خود یعنی هرکول را می‌کشد و گردن هرا را به دلیل توهین به پاندورا می‌شکند. بعد از این درگیری‌ها در نهایت به همراه پاندورا به تالار آتش می‌رسد. در اینجا تنها شخص زئوس است که در مقابل او قرار می‌گیرد. زئوس مانع رقم خوردن تقدیر پاندورا می‌شود و به نبرد با کریتوس می‌پردازد. پادشاه خدایان ضربات سنگینی را به کریتوس وارد می‌کند اما ناگهان تغییری رخ می‌دهد. پاندورا به این دلیل خلق شده بود که کلیدی برای گشودن صندوقچه پاندورا باشد که در میان شعله‌های آتش المپ قرار داشت و او ناچار بود خودش را فدا کند تا کریتوس بتواند صندوقچه را باز کند. کریتوس بر اثر تحریک زئوس که به او می‌گوید: «این بار دیگر تصمیم اشتباهی اتخاذ نکن» پاندورا را رها می‌کند و با نهایت خشم به زئوس یورش می‌برد اما بر اثر خاموش شدن آتش انفجاری رخ می‌دهد. کریتوس یک بار دیگر، همانند بازی اول صنوقچه را باز می‌کند و متوجه می‌شود که چیزی درون آن قرار ندارد. زئوس به خاطر شکستی دیگر او را مسخره می‌کند و به مکانی دیگر تلپورت می‌شود تا نیروی خود را بازیابد، در همین حین خشم کریتوس شدیدتر از همیشه شده است. پدر و پسر در مکانی دیگر یکدیگر را ملاقات می‌کنند اما قبل از آن که پیروز این نبرد مشخص شود، زمین توسط گایا که بار دیگر برخواسته ویران می‌شود (تصور می‌شد که گایا در طول نبرد کشته شده و همین امر خشم دیگر تایتان‌ها نسبت به کریتوس را برانگیخت) گایا با لرزشی که ایجاد می‌کند زئوس و کریتوس را به درون بدن خود میفرستد و آن دو در درون سینه گایا و نزدیک قلب او با یکدیگر مبارزه می‌کنند. زئوس و کریتوس جان گایا را از قلب او می‌آشامند و در نهایت زمانی که کریتوس با شمشیر المپ زئوس را به قلب گایا صلیب می‌کند، گایا نیز جان خود را از دست می‌دهد و زئوس نیز به نظر کشته می‌شود. کریتوس در میان زمین نابود شده به هوش می‌آید و زئوس را می‌بیند که به برروی یک صخره مصلوب شده است. اسپارتان شمشیر را بدون هیچ احساسی بیرون می‌کشد. زمانی که کریتوس قصد دارد آنجا را ترک کند غافل از آنکه روح زئوس هنوز زنده است و با نفرتی که نسبت به پسر ناخلف خود دارد به سمت کریتوس یورش می‌برد و ظاهرا تمام قدرت و نیروی اراده و خشم او را می‌بلعد و کریتوس را در کابوسی آکنده از ترس و حس شکست رها می‌کند تا بمیرد. کریتوس قبل از مرگ و با راهنمایی پاندورا که روحش هنوز در کنار کریتوس قرار دارد، در درون خود گذری از زندگی‌اش را مشاهده می‌کند. و شروع به مشاهده چیزهای می‌کند که روحش را آزار می‌دهد. روح زئوس همانند آرس (خدای جنگ در بازی اول) قصد دارد با استفاده از همین رویاها کریتوس را نابود کند. کریتوس بر این احساسات غلبه می‌کند و با حسی از امید برمی‌خیزد و به زور روح زئوس را به بدنش باز می‌گرداند. سپس با دستان خالی ضربات مرگباری را به زئوس وارد می‌کند تا به نظر برسد که سلطه اولمپ برای همیشه پایان یافته باشد.  آتنا برای تبریک پیروزی کریتوس ظهور می‌کند و از او تقاضا می‌کند قدرتی که از صندوقچه به دست آورده است را به او تحویل دهد اما کریتوس به آتنا می‌گوید که درون صندوقچه خالی بود. آتنا کریتوس را به دروغ گفتن متهم می‌کند زیرا وقتی که شر تایتان‌ها را برای اولین بار درون صندوقچه قرار داد، برای اطمینان قدرتمندترین سلاح جهان یعنی امید را نیز در صندوقچه نهاد تا در مقابل نیروی شر قرار بگیرد. او از کریتوس این قدرت را درخواست می‌کند و مدعی می‌شود که امید متعلق به اوست. اکنون که جهان از شر پاک شده است او با استفاده از قدرت امید دوباره دنیایی تحت حکمرانی خودش خواهد ساخت. اتنا متوجه می‌شود زمانی که کریتوس برای بار اول صندوقچه را گشود، نیروی خدایان اولمپ مخصوصا زئوس را احاطه کرد و نیروی خیر و امید درون کریتوس قرار گرفت. امید در زیر آواری از خشم، نیاز به انتقام و گناه قرار گرفته بود و زمانی که کریتوس بالاخره توانست به خاطر گذشته‌اش خود را ببخشد این نیرو نیز رهایی یافت. آتنا باز هم تقاضا می‌کند که کریتوس قدرت را به او تحویل دهد اما کریتوس امتناع می‌ورزد و شمشیر اولمپ را درون بدن خود فرو می‌کند. که در نتیجه آن نور آبی رنگ عظیمی آسمان را احاطه می‌کند و به تمام بشریت نیروی امید را می‌بخشد. آتنا خشمگین شده و ادعا می‌کند که انسان نمی‌داند با نیروی امید چه کند. او شمشیر را از بدن کریتوس بیرون می‌کشد و به او می‌گوید که از تصمیمش ناامید شده است. کریتوس زیرلب می‌گوید که هیچ دینی بر گردن ندارد. (در ابتدای بازی دوم نیز این جمله را شنیده بودیم)
در پایان و پس از تیتراژ، مشاهده می‌کنیم از مکانی که بدن کریتوس روی آن قرار داشت، جریان خون از روی صخره می‌چکد. این صحنه یادآور تلاش او برای خودکشی در بازی اول است.